# 神津裕之
神津 裕之（こうづ ひろゆき）は、日本の作曲家、編曲家、音楽プロデューサー。東京都杉並区出身。学習院大学経済学部経済学科卒。

## 略歴
4歳より桐朋学園でピアノと音楽理論を学ぶ。学習院大学経済学部入学後、まずセッションミュージシャンとして活動を開始。その後、作曲・編曲活動を始める。CM音楽から、アーティストやアイドルへの楽曲提供や編曲へと活動を広げ、その後、映画・TV・アニメ・舞台等の音楽も手掛けるようになった。

## 楽曲提供

### 作曲
- 桜井智『たそがれロンリー』（1987年）
- 桜井智『いちごのボーイ』（1987年）
- 絵本美希『都会のエンジェル』（1987年）
- 島えりか『インディアンサマー』（1987年）
- レモンエンジェル『天使はエスケープ』（1987年）
- レモンエンジェル『レモン白書』（1988年）
- レモンエンジェル『東京ローズ'88』（1988年）
- レモンエンジェル『真冬のスパンコール』（1989年）

### 作編曲
- 島えりか『片思いのサンセット』（1987年）
- レモンエンジェル『天使のトランペット』（1988年）
- 桜井智『GT夏少年』（1988年）
- レモンエンジェル『心臓伝言』（1989年）
- レモンエンジェル『流星』（1989年）
- 櫻井智『Jitterbug』（1998年）
- 國府田マリ子『Wish』（2000年）
- 國府田マリ子『Magic』（2000年）
- 皆川純子&広橋涼『GOAL(希望)』（2004年）
- CX系『FNS地球特捜隊ダイバスター』（2005年）
- 中村優一『同級生』（2008年）
- はいだしょうこ『たまともフォーエバー』（2009年）
- 哀川翔『生きていることがいい』（2010年）
- Daisy×Daisy『HOLY SHINE』（2010年）

### 編曲
- レモンエンジェル『BOY'S TOY』（1988年）
- 大森玲子『追伸』（1999年）
- Ray of Light『Light of Mine～ヒカリノカタチ』（2002年）
- 宇都宮隆『silent water melody』（2002年）
- 川澄綾子『カ・タ・コ・ト』（2002年）
- 野川さくら『Do Your Dream』（2002年）
- ババロア＠（和田アキ子&久本雅美）『たまたまねぎねぎ～たまねぎが教えてくれたこと』（2002年）
- 植村花菜『キセキ』（namco『テイルズ オブ コモンズ』テーマソング、2005年）
- 飛輪海『僕らのシーズン』（2007年）
- 中村あゆみ『Free』（2009年）

### 映画・TV・アニメ・舞台
- TX系アニメ『愛天使伝説ウェディングピーチ』（1995年）
- OVA『ファイアーエムブレム』（1996年）
- ミュージカル『怪盗セイント・テール』（1996年）
- 映画『SASORI IN U.S.A.』1997年）
- CX系ドラマ『眠れる森』（1998年）
- ミュージカル『Jitterbug ジルバ』（天王洲アイル アートスフィア、1998年）
- 映画『6週間 プライヴェートモーメント』（1999年）
- CX系ドラマ『リップスティック』（1999年）
- CX系ドラマ『危険な関係』（1999年）
- OVA『伝心 まもって守護月天!』（2000年）
- ゲーム『スペースヴィーナス』Starringモーニング娘。（プレイステーションソフト、2001年）
- 映画『玩具修理者』（2002年）
- CX系アニメ『Kanon』（2002年）
- アニメ『PIANO』（2002年）
- 映画『ラヴァーズ・キス』（2003年）
- WEBアニメ『Vie Durant』（2003年）
- 映画『あなたへの、月～此ノ花咲ク夜抄～』（2003年）
- ミュージカル『エディット・ピアフ』（天王洲アイル アートスフィア、2004年）
- 映画『メノット』（2005年）
- 映画『彩恋 SAI-REN』（2007年）
- 映画『吉祥天女』（2007年）
- 映画『昆虫探偵 ヨシダヨシミ』（2010年）
- 映画『臍帯』（2012年）
- アニメ『ぴっちぴち♪しずくちゃん』（2012年）
- アニメ『踊り子クリノッペ』（2013年）
- 映画『放課後ロスト』（2014年）
- アニメ『ひめゴト』（2014年）
- TBS系アニメ『レーカン!』（2015年）[1]
- アニメ『虹色デイズ』（2016年）
- WEBアニメ『ジュエルペット あたっくちゃんす!?』（2016年）
- アニメ『ツキウタ。THE ANIMATION』（2016年）